# Labiena
La lex Labiena va ser una antiga llei romana adoptada a proposta del tribú de la plebs Tit Labiè, quan eren cònsols Marc Tul·li Ciceró i Gai Antoni Hibrida l'any 63 aC. Aquesta llei restablia la llei Domitia de sacerdotiis, i derogava la llei Cornelia de sacerdotiis. El principal objectiu era el de col·locar a Juli Cèsar al front del Pontificat com a pontífex màxim, dignitat a la que no podia aspirar mentre la Cornelia estigués vigent.